# Gnophos lividata
Gnophos lividata är en fjärilsart som beskrevs av Fabricius 1787. Gnophos lividata ingår i släktet Gnophos och familjen mätare. Inga underarter finns listade i Catalogue of Life.